# Northern Sky
„Northern Sky“ je píseň britského písničkáře Nicka Drakea. Vydána byla na jeho druhém albu Bryter Layter z roku 1971. Drake napsal text i hudbu k písní a producentem původní nahrávky byl Joe Boyd. Na baskytaru v písni hrál Dave Pegg a na bicí Mike Kowalski. Na celestu, klavír a varhany zde hrál velšský hudebník John Cale. Když Boyd uslyšel původní verzi písně, kterou hrál Drake pouze za doprovodu vlastní akustické kytary, našel v ní komerční potenciál. Následně se spojil s Calem, aby mu pomohl při produkci a napsal také aranžmá pro další nástroje.